# Ophionereis hexactis
Ophionereis hexactis är en ormstjärneart som beskrevs av Hubert Lyman Clark 1938. Ophionereis hexactis ingår i släktet Ophionereis och familjen Ophionereididae. Inga underarter finns listade i Catalogue of Life.